# يوهانس غاد
يوهانس غاد (بالألمانية: Johannes Gad)‏ هو بروفيسور ألماني، ولد في 1842 في بوزنان في بولندا، وتوفي في 1926 في براغ في التشيك.